# Томас (граф Атолла)
Томас Галлоуэйский (англ. Thomas of Galloway; ? — 1231) — гэльский принц и авантюрист, сын Лохланна, лорда Галлоуэя (1185—1200). Томас был агентом своего старшего брата Алана, лорда Галлоуэя, а также королей Англии и Шотландии. Когда король Англии Иоанн Безземельный задумал присоединить к королевским владениям центральный и западный Ольстер (графство Ольстер), он призвал на помощь братьев Алана и Томаса Галлоуэйских, предложив им в качестве стимула большую часть территории поздних графств Антрим, Лондондерри и Тирон.
Томас Галлоуэйский начал свою карьеру наемником на службе у Плантагенетов и приобрел много земель в Ирландии, одержав несколько побед со своим флотом. В Шотландии, получив одобрение короля Вильгельма Льва, Томас женился на Изабелле, наследнице мормэра Атолла, наследнице провинции Атолл в центральной Шотландии.

## Предыстория
Томас был сыном Лохланна (Роланда Фиц-Утреда) (? — 1200), лорда Галлоуэя (1185—1200), и младшим братом Алана Галлоуэйского (? — 1234). Его матерью была Елена де Морвиль (? — 1217), дочь Ричарда де Морвиля (? — 1189), англо-нормандского лорда Каннингема и Лодердейла.
Алан, будучи старшим сыном, в 1185 году стал правителем Галлоуэя после смерти Лохланна, и Томасу пришлось служить под началом старшего брата и строить карьеру в другом месте.
Джеймс Бальфур Пол, историк шотландского дворянства начала XX века, заметил, что деятельность Томаса очень плохо документирована в шотландских архивах по сравнению с другими . Томас впервые появляется в английских источниках в начале 1205 года, получая подарки от Иоанна Безземельного, короля Англии, возможно, в качестве награды за снабжение Иоанна галерами из Галлоуэя. Томас помог английскому королю в его кампании в Пуату в 1205 году и, возможно, был принят на службу к Иоанну.
Томас временно приобрел различные поместья и земельные права в Англии, графствах Нортумберленд, Херефордшир, Вустершир и Уорикшир — хотя после 1209 года он больше не владел этими землями. Томас, по-видимому, изнасиловал кого-то в Йорке в эту эпоху, за что он получил королевское помилование в 1212 году по просьбе шотландского короля Вильгельма Льва.

## Карьера в Ирландии
Томас сделал большую часть своей карьеры, сражаясь в Ирландии, начиная с 1212 года, когда в сопровождении сыновей Рагналла мак Сомайрли возглавил набег на владения клана Кенел нЭогайн, где островитяне на 76 кораблях захватили и разграбили город Дерри. В 1214 году в сопровождении Руайдри Мак Рагнайла Томас возглавил еще одно нападение на Дерри, снова разграбив город и разорив церковь.
В то время в королевстве Тир-Эогайн было две соперничающие родственные группы: септ Мак-Лохлейн, базирующаяся в Инишоуэне, и септ О’Нейл, базирующаяся к югу от гор Сперрин. Вполне вероятно, что первые были главными жертвами нападения Томаса. Два года спустя, в 1216 году, Муиредах Мак Айлейн, сын мормэра Леннокса, разгромил и убил вождя группы из Инишоуэна, известной как Синеал Фиргуса, возможно, в поддержку Томаса. Во время набега Томаса на Дерри в 1212 году люди Тир-Конайл одновременно атаковали Кенел-Эогайн в Инишоуэне.
Деятельность Томаса против Тир-Эогайна, возможно, была связана с попытками ветви шотландской династии Макуильямы (MacWilliam) занять шотландский королевский трон. Один из них, Гофраид мак Домнейл, прибыл из Ирландии в графство Росс, чтобы возобновить борьбу за королевский трон в 1211 году, и Томас Галлоуэский помог королевской армии сражаться с претендентом.
Тем не менее, начиная с 1210 года король Иоанн Безземельный уже предпринял попытку завоевать Ольстер к западу от реки Банни и предоставил большую часть того, что сейчас является графствами Антрим, Лондондерри и Тирон, брату Томаса Алану, лорду Галлоуэя. Сам Томас получил основные территории Тир-Эогайна в 1213 году, но эта субсидия была «спекулятивной», и Томас так и не стал правителем Тир Эогайна.
Однако он с помощью англичан построил замок в Колрейне, и англичане назначили его хранителем замка в Антриме в 1215 году. Он, вероятно, побывал в Англии в 1219 году для того, чтобы принести оммаж новому королю Англии Генриху III Плантагенету , но в 1221 году был в Ирландии, где он победил и убил Диармайда Уан Конхобайра, сын бывшего ирландского верховного короля Руайдри Уа Конхобайра. Диармайд возвращался в Ирландию с флотом, собранным на Гебридах, чтобы помочь восстановить на престоле Коннахта Катала Кробдерга Уа Конхобайра.
Земли Галлоуэев в Ольстере оказались под угрозой возвращения Гуго де Ласи, 1-го графа Ольстера . Бывший граф Ольстерский ранее впал в немилость у короля и был лишен наследства. Он вернулся, чтобы силой вернуть себе власть в Ольстере, и к 1227 году вынудил короля Генриха III признать свои притязания на графство Ольстер.
В ходе этого процесса замок Колрейн был разрушен, и хотя Томас и Алан Галлоуэйские удерживали большую часть своих завоеваний по крайней мере до 1226 года, может быть показательно, что когда замок в Колрейне был восстановлен в 1228 году, это был граф Хью, а не Томас . Вполне возможно, что способность Томаса управлять своими ирландскими владениями была ограничена тем, что его брат Алан использовал гэльский флот для вмешательства в споры о престолонаследии на острове Мэн. В 1228 году Томас участвовал в вторжении Алан, лорда Галлоуэя, на остров Мэн, которое установило королем Рагналла Мак Гофрайда.

## Мормэр в Шотландии
Незадолго до 1210 года Томас Галлоуэйский женился на Изабелле (Изабель), дочери Генри, мормэра (графа) Атолла, что дало Томасу интерес к Шотландии к северу от Ферт-оф-Форта . Изабелла была наследницей Генри и впоследствии унаследовала Атолл, а Томас Галлоуэйский принял стиль «мормэр» или «граф» от её имени.
Томас присутствовал на коронации нового шотландского короля Александра II в Скуне 6 декабря 1214 годаref name=Paul-420/>. В течение 1210-х годов он подтвердил и засвидетельствовал хартии Купар-Ангусского аббатства, а в 1227 году подтвердил Данфермлинскому аббатству его права в отношении церкви Мулен в Атолле.
Хроника Мельрозского монастыря записала смерть Томаса в 1231 году и отметила, что он был похоронен в аббатстве Купар-Ангус. В июле 1230 года Томас готовил корабли, в то время как английский король Генрих III Плантагенет планировал военную экспедицию на Францию. Возможно, что Томас погиб в результате несчастного случая на турнире, потому что в 1252 году вассал графа Данбара по имени Патрик, сын Константина Госвикского, получил прощение за убийство Томаса.
Графиня Изабелла впоследствии вышла замуж за Алана Дорварда, но сыновей у них не было (хотя, возможно, у них была дочь). Томас оставил одного сына от своей жены Изабеллы, Патрика (Падрейга), который стал мормэром Атолла в 1242 году после смерти своей матери. Томас также оставил по крайней мере одного незаконнорожденного сына, Алана (Айлина).
Патрик был убит в том же году, вероятно, Уолтером Биссетом из Абойна, мужем Ады, сестры Томаса. Англо-нормандские Биссеты действовали в Шотландии в течение нескольких лет и попали в Ольстер либо через Хью де Лейси, либо через братьев Галлоуэй, и должны были контролировать большую часть бывших ольстерских земель лордов Галлоуэй вместо них . Вполне вероятно, что убийство было спровоцировано спорным наследством в Антриме, Биссеты впоследствии обеспечили себе захват Антрима у лорда Галлоуэй. Патрику наследовала в Атолле его тетка Форбхлейт.